# James Beard
James Andrew Beard (5 de mayo de 1903, Portland, Oregón - 23 de enero de 1985, Nueva York) fue un cocinero y escritor de recetarios estadounidense.
En 1945 se convirtió en el primer chef que realizó exhibiciones de arte culinario por la red televisiva. En 1955 fundó The James Beard Cooking School en Greenwich Village, donde se instruyeron futuros cocineros profesionales como Julia Child y Craig Claiborne. Abogaba por platillos simples nacionales y escribió una de las primeras obras serias sobre cocina al aire libre, entre sus más de 20 libros de cocina como James Beard's American Cookery de 1972 y Beard on Bread de 1973.
Es homosexual.